# Enganyapastors de Mèxic
L'enganyapastors de Mèxic (Nyctiphrynus mcleodii) és una espècie d'ocell de la família dels caprimúlgids (Caprimulgidae) endèmic dels boscos subtropicals de Mèxic, a l'est de Sinaloa, Chihuahua, Jalisco, estat de Colima, Guerrero i Oaxaca.